# Sexuelle Gewalt gegen Tamilen in Sri Lanka
Dieser Artikel thematisiert sexuelle Gewalt gegen die Volksgruppe der Tamilen in Sri Lanka. Die Gewalttaten sind Teil eines umfassenden ethnischen Konflikts im Rahmen des Bürgerkriegs. Auf Sri Lanka leben verschiedene ethnische Gruppen; die Mehrheit mit etwa 75 Prozent der Bevölkerung stellen die Singhalesen. Die größte Minderheit im Land sind mit etwa 15 Prozent der Bevölkerung die Tamilen.

## Geschichte
Die ersten dokumentierten Vergewaltigungen tamilischer Frauen durch singhalesische Mobs wurden 1958 während des Pogroms gegen die Tamilen registriert. Ähnliche Ereignisse setzten sich auch in den 1960er Jahren fort, als die Armee Sri Lankas in Jaffna stationiert wurde. Es gibt Berichte, nach denen Armeeangehörige Frauen belästigten und gelegentlich auch vergewaltigten.
Während der Pogrome gegen die Tamilen der Jahre 1979, 1981 und 1983 kam es ebenfalls zu Vergewaltigungen.
Nach Ausbruch des Bürgerkriegs wurden Vergewaltigungen vermehrt von der fast ausschließlich aus Singhalesen bestehenden Armee Sri Lankas begangen. Dies geschah als eine Art Kollektivstrafe gegen die tamilische Bevölkerung, die oftmals die LTTE unterstützen. Dabei richteten sich die Vergewaltigungen nicht nur gegen Frauen, sondern auch gegen Männer und sogar Kinder.
Andere Gruppen, die oft sexualisierte Gewalt gegen Tamilen ausübten, waren die indischen Friedenstruppen und die Polizei Sri Lankas.
Im Gegensatz dazu wird der LTTE nachgesagt, dass sie im Allgemeinen nicht auf sexualisierte Gewalt zurückgriff. Dennoch gibt es Berichte vereinzelter Vergewaltigungen durch Angehörige der LTTE. Einige der Mitglieder, welche Frauen vergewaltigt hatten, wurden durch die Führung der LTTE hingerichtet.
Tamilische Flüchtlinge in Indien wurden oft Opfer sexualisierter Gewalt und sexueller Versklavung durch indische Sicherheitsangestellte und die Geheimpolizei.
Viele Fälle von Vergewaltigungen während des Konflikts kamen nie zur Anzeige. Gründe dafür waren Einschüchterungen durch die Täter, aber auch die Tatsache, dass das Vergehen straflos blieb; des Weiteren bestand ein großes Stigma durch die konservative tamilische Gesellschaft.
Sexuelle Sklaverei und Massenvergewaltigungen von Tamilen durch die staatlichen Streitkräfte erreichten ihren Höhepunkt zu Kriegsende im Jahr 2009. Nach Kriegsende änderte sich die Situation kaum. Menschenrechtsgruppen beschrieben diese Vorkommnisse als „systematisch“.
Regierungstruppen bestreiten weiterhin weitverbreitete Vorwürfe der Gewalt. Ein hochrangiger Militäroffizier erklärte 2010:
„Während ihrer gesamten Ausbildung wird unseren Jungs beigebracht, Tiger zu hassen, sie sehen Tiger als hasserfüllte Tiere und als ungeeignet zum Leben an. Ich bin mir zu 200 Prozent sicher, dass sie tamilische Frauen nicht sexuell angreifen. Wenn sie sie hassen, warum vergewaltigen sie diese dann?“